# Fußball-Weltmeisterschaft 2006/Saudi-Arabien
Dieser Artikel behandelt die saudi-arabische Nationalmannschaft bei der Fußball-Weltmeisterschaft 2006 in Deutschland.

## Qualifikation
Saudi-Arabien war für die Zweite Runde der Asiatischen Qualifikation gesetzt.

### Zweite Runde
|  | Saudi-Arabien – Indonesien   |  | 3:0 |
|  | Sri Lanka – Saudi-Arabien    |  | 0:1 |
|  | Saudi-Arabien – Turkmenistan |  | 3:0 |
|  | Turkmenistan – Saudi-Arabien |  | 0:1 |
|  | Indonesien – Saudi-Arabien   |  | 1:3 |
|  | Saudi-Arabien – Sri Lanka    |  | 3:0 |

### Dritte Runde
|  | Usbekistan – Saudi-Arabien |  | 1:1 |
|  | Saudi-Arabien – Südkorea   |  | 2:0 |
|  | Kuwait – Saudi-Arabien     |  | 0:0 |
|  | Saudi-Arabien – Kuwait     |  | 3:0 |
|  | Saudi-Arabien – Usbekistan |  | 3:0 |
|  | Südkorea – Saudi-Arabien   |  | 0:1 |

## Saudi-Arabisches Aufgebot
| Nr.               | Name                   | Verein vor WM-Beginn | Geburtstag | Spiele   | Tore     |          |          |          |          |
| Torhüter          | Torhüter               | Torhüter             | Torhüter   | Torhüter | Torhüter | Torhüter | Torhüter | Torhüter | Torhüter |
| ----------------- | ---------------------- | -------------------- | ---------- | -------- | -------- | -------- | -------- | -------- | -------- |
| 1                 | Mohammad ad-Daʿayyaʿ   | al-Hilal             | 02.08.1972 | 0        | 0        | 0        | 0        | 0        |          |
| 21                | Mabruk Zayid           | al-Ittihad           | 11.02.1979 | 3        | 0        | 0        | 0        | 0        |          |
| 22                | Muhammad Chudscha      | al-Shabab            | 15.03.1982 | 0        | 0        | 0        | 0        | 0        |          |
| Abwehrspieler     |                        |                      |            |          |          |          |          |          |          |
| 2                 | Ahmad ad-Duchi         | al-Ittihad           | 25.10.1976 | 3        | 0        | 0        | 0        | 0        |          |
| 3                 | Rida Tukar             | al-Ittihad           | 29.11.1975 | 3        | 0        | 1        | 0        | 0        |          |
| 4                 | Hamad al-Muntaschari   | al-Ittihad           | 22.06.1982 | 3        | 0        | 0        | 0        | 0        |          |
| 5                 | Nayif al-Qadi          | al-Ahli              | 03.04.1979 | 0        | 0        | 0        | 0        | 0        |          |
| 12                | Abdulaziz al-Chathran  | al-Hilal             | 31.07.1973 | 2        | 0        | 0        | 0        | 0        |          |
| 13                | Hussein Suleimani      | al-Ahli              | 21.01.1977 | 3        | 0        | 0        | 0        | 0        |          |
| 15                | Ahmad al-Bahri         | al-Shabab            | 18.09.1980 | 0        | 0        | 0        | 0        | 0        |          |
| 17                | Muhammad al-Bischi*    | al-Ahli              | 03.05.1987 | 0        | 0        | 0        | 0        | 0        |          |
| 19                | Mohammad Massad        | al-Ahli              | 17.02.1983 | 1        | 0        | 0        | 0        | 0        |          |
| Mittelfeldspieler |                        |                      |            |          |          |          |          |          |          |
| 6                 | Umar al-Ghamdi         | al-Hilal             | 11.04.1979 | 2        | 0        | 1        | 0        | 0        |          |
| 7                 | Mohammad Amin          | al-Ittihad           | 29.04.1980 | 2        | 0        | 0        | 0        | 0        |          |
| 8                 | Mohammad Nur           | al-Ittihad           | 26.02.1978 | 3        | 0        | 0        | 0        | 0        |          |
| 10                | Mohammad asch-Schalhub | al-Hilal             | 08.12.1980 | 0        | 0        | 0        | 0        | 0        |          |
| 14                | Saud Kariri            | al-Ittihad           | 08.07.1980 | 3        | 0        | 1        | 0        | 0        |          |
| 16                | Chalid Aziz            | al-Ittihad           | 14.07.1981 | 3        | 0        | 0        | 0        | 0        |          |
| 18                | Nawaf at-Tamyat        | al-Hilal             | 28.06.1976 | 2        | 0        | 1        | 0        | 0        |          |
| Stürmer           |                        |                      |            |          |          |          |          |          |          |
| 9                 | Sami al-Dschabir       | al-Hilal             | 11.12.1972 | 3        | 1        | 1        | 0        | 0        |          |
| 11                | Saad al-Harthi         | al-Nasr FC           | 03.02.1984 | 1        | 0        | 0        | 0        | 0        |          |
| 20                | Yassir al-Qahtani      | al-Hilal             | 10.10.1982 | 2        | 1        | 0        | 0        | 0        |          |
| 23                | Malik Muadh            | al-Ahli              | 10.08.1981 | 3        | 0        | 0        | 0        | 0        |          |
| Trainer           |                        |                      |            |          |          |          |          |          |          |
|                   | Marcos Paquetá         |                      | 27.08.1958 |          |          |          |          |          |          |

*Muhammad al-Bischi wurde am 16.06. für den verletzten Mohammad al-Anbar nachnominiert.

## Spiele Saudi-Arabiens

### Quartier der Mannschaft
Hotel Dolce in Bad Nauheim. Trainingsplatz war das Waldstadion in Bad Nauheim.

### Vorrunde
- Tunesien –  Saudi-Arabien 2:2 (1:0)

- Saudi-Arabien –  Ukraine 0:4 (0:2)

- Saudi-Arabien –  Spanien 0:1 (0:1)

Details siehe Fußball-Weltmeisterschaft 2006/Gruppe H